# Labropsis
Labropsis là một chi cá biển thuộc họ Cá bàng chài. Các loài trong chi này có phạm vi phân bố tập trung ở Ấn Độ Dương - Thái Bình Dương.

## Từ nguyên
Hậu tố -opsis trong từ định danh của chi trong tiếng Hy Lạp cổ đại có nghĩa là "hình dáng", hàm ý có lẽ đề cập đến sự tương đồng về hình dáng với hai chi Labrichthys và Labroides.

## Hình thái
Miệng nhỏ, môi dày nhiều thịt tạo thành một ống ngắn khi đóng miệng lại. Đây là đặc điểm chung của Labropsis và 4 chi khác là Labrichthys, Diproctacanthus, Labroides và Larabicus.
Có một hoặc hai cặp răng nanh lớn ở phía trước của hàm trên, và một răng nanh ở hai bên khóe miệng. Labropsis đều những là loài lưỡng tính tiền nữ (cá con nở ra đều là cá cái, sau đó mới chuyển thành cá đực).
Số gai ở vây lưng: 9; Số tia vây ở vây lưng: 10–12; Số gai ở vây hậu môn: 2–3; Số tia vây ở vây hậu môn: 9–11; Số tia vây ở vây ngực: 13–15; Số gai ở vây bụng: 1; Số tia vây ở vây bụng: 5; Số tia vây ở vây đuôi: 14–15.

## Các loài
Có 6 loài được công nhận là hợp lệ trong chi này, bao gồm:
- Labropsis alleni Randall, 1981
- Labropsis australis Randall, 1981
- Labropsis manabei Schmidt, 1931
- Labropsis micronesica Randall, 1981
- Labropsis polynesica Randall, 1981
- Labropsis xanthonota Randall, 1981

## Hành vi và tập tính
Thức ăn của Labropsis trưởng thành là các polyp san hô, vì vậy môi trường sống của các loài trong chi này là những khu vực có sự phát triển mạnh của các rạn san hô. Cá con của Labropsis lại có hành vi "làm vệ sinh" cho những loài cá khác. Chúng ăn các loài ký sinh (và cũng có thể là dịch nhầy) trên cơ thể những loài cá rạn san hô khác. Không như Labroides là lập các "trạm vệ sinh" trong lãnh thổ của chúng, Labropsis thường bơi trên một khu vực rộng lớn để tìm kiếm "khách hàng".

### Trích dẫn
- J. E. Randall (1981). "Revision of the labrid fish genus Labropsis with description of five new species" (PDF). Micronesica. Quyển 17 số 1–2. tr. 125–155.